# Sheila Jordan
Sheila Jordan (Detroit, 1928. november 18. –‎ New York, 2025. augusztus 11.) amerikai dzsesszénekesnő, dalszerző.

## Pályafutása
Detroitban született igen kiszolgáltatott körülmények között. Anyja tizenhét éves volt és alkoholista, amikor Sheila megszületett. Pennsylvaniában nagyszülei vették magukhoz. Apját csak néhányszor látta egész életében.
A nagypapa szintén alkoholista volt. Ennek ellenére a nagyszülők rendesen próbálták nevelni a kislányt, de egy komfort nélküli házban laktak, más családokkal együtt.
A gyerek szívesen hallgatta az új énekeseket a rádióban, zenei memóriája pedig olyan nagyszerű volt, hogy hallás után szinte mindent elsőre meg tudott jegyezni. Nyolc éves korában már színpadra mert állni. Az iskolában és a templomban is énekelt.
Az 1940-es negyvenes években kezdte foglalkoztatni a dzsessz. Drákói szigorú nagynénje adott neki zongoraórákat. Sheila kis méretű kezei nem értek át kellő szélességben a billentyűket, és ha melléütött, a nagynéni rávágott. Ez nem tarthatott sokáig.
Jordan az ötvenes években New Yorkba költözött és elmerült a dzsesszben. Lennie Tristano, Charles Mingus, és későbbi férje, Juke Jordan voltak a mesterei. Charlie Parker odavolt Jordan abszolút hallásáért, és „millió dolláros fül”-nek becézte.
Partnerei felismerték Sheila páratlan hangját, improvizációs fantáziáját, atmoszférateremtő képességét.
Sheila Jordan egyre inkább nem érezte otthon magát a többségükben komoly drogfüggő zenészek között. A kor Amerikájában tombolt a faji megkülönböztetés, a rendőrség zaklatta a szórakozóhelyek főként fekete vendégeit, akikkel sokat és szívesen volt együtt.
George Russell egy nap elhatározta, hogy foglalkozni fog Sheila gazdag, tiszta és rezignált hangjával. Russel arra a szenvedésekkel teli gyerekkorban elsajátított tisztaságra volt kíváncsi, ami mélyen ott rejtőzött Sheilában. Amit Sheila Jordan George Russelltől megtanult, azt az énekesnő művészetében mindvégig megőrizte.

## Albumai
- Portrait of Sheila (Blue Note, 1962)
- Confirmation (East Wind, 1975)
- Sheila with Johnny Knapp (Grapevine, 1977)
- Sheila with Arild Andersen (SteepleChase, 1978)
- Blown Bone with Steve Lacy, Roswell Rudd (Philips, 1979)
- Playground with Steve Kuhn (ECM, 1980)
- Old Time Feeling with Harvie Swartz (Palo Alto, 1983)
- The Crossing (BlackHawk, 1984)
- Body and Soul (CBS/Sony, 1987)
- Lost and Found (Muse, 1990)
- Songs from Within with Harvie Swartz (MA, 1993)
- One for Junior with Mark Murphy (Muse, 1993)
- Heart Strings (Muse, 1994)
- Jazz Child with Steve Kuhn (HighNote, 1999)
- Sheila's Back in Town (Splasc(h), 1999)
- The Very Thought of Two with Harvie Swartz (MA, 2000)
- Little Song with Steve Kuhn (HighNote, 2003)
- Celebration with Cameron Brown (HighNote, 2005)
- Straight Ahead (Splasc(h), 2005)
- Winter Sunshine (Justin Time, 2008)

## Díjak
- 2006: Manhattan Association of Cabarets & Clubs: Lifetime Achievement Award
- 2007: International Association for Jazz Education: Humanitarian Award
- 2008: Mary Lou Williams: Women in Jazz for Lifetime of Service
- 2010: New York Nightlife Award – Outstanding Jazz Vocalist
- 2012: National Endowment for the Arts: NEA Jazz Masters|Jazz Master: Award – Lifetime Honors Award
- 2018: Bistro Award: Outstanding Contributions to the Art of Jazz